# Orthographe du breton
 (août 2025).
Si vous disposez d'ouvrages ou d'articles de référence ou si vous connaissez des sites web de qualité traitant du thème abordé ici, merci de compléter l'article en donnant les références utiles à sa vérifiabilité et en les liant à la section « Notes et références ».
L'orthographe du breton est dans un premier temps le mode de transcription de cette langue dans l'alphabet latin. Elle a été ensuite l'objet de plusieurs normalisations et réformes successives et parfois concurrentes : au XVIIIe siècle par les jésuites, puis au XIXe siècle. Les orthographes proposées au XXe siècle tendent à répondre aux exigences parfois contradictoires d'une unique orthographe bien définie, et au respect des variantes dialectales de la langue.

## Premières traces écrites
La transcription la plus ancienne en breton a été retrouvée à l'intérieur d'un sarcophage dans une chapelle près du village de Lomarec dans la commune de Crac'h, près d'Auray : irha ema in ri (soit en breton moderne : amañ emañ ar roue), ce qui signifie « ici repose le roi ». L'inscription étant datée du VIe siècle, celui du roi Waroch, cela interroge sur la possibilité qu'il soit enterré ici. Cette interprétation a été cependant remise en question par la découverte en 2000 de points entre les lettres INRI qui laissent penser à "Jesus de Nazareth, roi des Juifs" et ferait de cette inscription une dédicace chrétienne.
Les traces suivantes furent retrouvées sous deux formes différentes :
- les gloses dans des manuscrits latins : ce sont  de courtes explications en breton de termes latins à l'usage des scribes et des copistes,
- des noms de lieux et de personnes, notamment dans les cartulaires des abbayes qui compilaient les actes des souverains, les actes de donation…

Les gloses furent particulièrement étudiées par Léon Fleuriot
De la même époque date le manuscrit de Leyde, en fait un fragment de traité de médecine et de botanique écrit en latin avec 30 mots bretons et qui est conservé à l'université de Leyde. Il est daté de 590 (VIe siècle), soit deux siècles et demi avant le serment de Strasbourg (842), considéré comme le premier texte  en ancien français.

## L'usage de la graphie latine
Comme la plupart des langues de l'Europe occidentale, la langue bretonne fut d'abord retranscrite avec l'alphabet latin.
Cependant, tout comme pour le français, les phonèmes du breton ne pouvaient pas tous être écrits avec les lettres latines. Les auteurs du Moyen Âge durent donc utiliser des digrammes ou trigrammes afin de représenter certains sons du breton. C'est ainsi que par exemple fut introduit la graphie -ff pour signaler une nasalisation ou la consonne quasi-muette aujourd'hui notée -v. Par exemple, le nom Henaff (orthographe moderne Henañ et signifiant Aîné) devrait être prononcé [ (h)enã]. Autre exemple, le nom Goff (orthographe moderne Gov et signifiant Forgeron) devrait être prononcé [go], comme il l'est parfois pour certains noms de lieux, tel le quartier brestois de Kerangoff.
À l'origine (en vieux breton et en moyen breton), les mutations du breton n'étaient presque jamais écrites.

## La réforme des jésuites
À partir du XVIIIe siècle cependant, les jésuites lancèrent des campagnes d'évangélisation. Or, en Basse-Bretagne, la grande majorité de la population ne parlait pas français, à l'exception des ports de Brest et de Lorient. Aussi les jésuites durent-ils apprendre le breton. Afin de faciliter son enseignement, ils rédigèrent des grammaires, des méthodes, etc. À cette occasion plusieurs nouveautés sont introduites (attribuées à Julien Maunoir mais dont l'usage avait commencé à se répandre avant) :
- l'abandon de formes réfléchies tombées en désuétude (me em, ez em, en em, on em, hoz em, ho em) uniformément remplacée par en em,
- l'abandon des rimes internes et de la versification,
- la graphie -ff indiquant la nasalisation de la voyelle précédente est remplacée par -n,
- l'abandon des lettres amuïes dans divers mots, en particulier un certain nombre de z intervocaliques (hezre devient here, cazr devient caer…),
- l'écriture des mutations consonantiques...

Ainsi, alors qu'autrefois on écrivait systématiquement tat (« père ») même si la prononciation de ce mot changeait selon le contexte, désormais la forme mutée est écrite :
- ma tat « mon père », prononcé /ma'sa:t/ puis /ma'za:t/, est désormais écrit ma zad,
- da tat « ton père », prononcé /da'da:t/, est désormais écrit da dad.

Parfois (généralement pour les noms propres), on écrit la lettre mutée devant la lettre non mutée afin de faciliter la reconnaissance du mot. Ex. : Itron vMaria « la vierge Marie », emaon o vont da gKemper « je vais à Quimper ».
C'est à cette époque que l'on fait habituellement commencer la période du breton moderne, et que l'on voit les graphies diverger : alors que l'ancienne graphie (réformée par les jésuites) devient le standard de fait pour les trois évêchés de Cornouaille, Trégor et Léon, une autre graphie apparaît à la fin du XVIIIe siècle pour retranscrire le dialecte vannetais du breton (qui a une grammaire et surtout une prononciation relativement éloignées des autres). 
Il y avait donc deux langues véhiculaires écrites, le léonard et le vannetais.

## Dom Le Pelletier
Dom Louis Le Pelletier écrit en 1716 son Dictionnaire de la langue bretonne (publié en 1752) où il propose de standardiser w dans gw et k devant les voyelles e et i.

## La réforme de Le Gonidec
Quand Jean-François Le Gonidec élabore dans les années 1800 à 1840 sa Grammaire celto-bretonne et son Dictionnaire français-breton, il rénove également l'orthographe. Son objectif est de noter phonétiquement la langue (plus exactement le dialecte de Léon), de s'affranchir au possible de l'influence du français, et d'être simple et cohérent. Ainsi, il généralise la lettre k pour noter le son /k/ auparavant noté par c ou qu, il utilise la lettre g pour noter le son /g/ y compris devant i et e…
Cette démarche axée sur la phonétique exclusivement léonarde a pour conséquence d'enlever à l'orthographe certaines marques étymologiques : c'est ainsi que le z est utilisé pour noter tous les sons /z/, alors que préalablement il ne notait que les /z/ provenant d'anciens /θ/ ou /ð/ (sons correspondant au th anglais dans thin et this respectivement, conservés en gallois où ils s'écrivent th et dd), la lettre s notant les autres sons /z/ provenant d'anciens /s/ intervocaliques, et les graphies ss ou c ou ç notant les sons /s/ intervocaliques de la langue moderne, comme en français.
Au cours du XIXe siècle, l'orthographe de Le Gonidec, puis sa version revue par le dictionnaire Troude, va être utilisée parallèlement à l'orthographe classique : d'abord timidement, puis majoritairement, une fois que l'aura acceptée l'Église. Des mélanges anarchiques vont aussi être utilisés.

## Vers une graphie représentant les variantes dialectales
Au XIXe siècle cependant, les graphies utilisées divergeaient assez fortement, selon le lieu d'origine de l'écrivain (et donc sa couleur dialectale), selon que l'auteur ait été scolarisé ou pas… D'une part, un même mot voit plusieurs graphies apparaître. D'autre part, certains textes sont écrits de manière phonétique ; la retranscription variant d'un auteur à l'autre, selon qu'il sache également le français ou non. L'absence d'une autorité centrale arbitrant les choix orthographiques, comme il en existe pour le français, laisse toute liberté à cette multiplicité des graphies.
Aussi, régulièrement, les écrivains tentèrent-ils de remédier à cet état de fait en affinant la graphie afin de permettre à toutes les couleurs dialectales de s'exprimer via la même norme écrite. Le but étant de parvenir à exprimer le maximum de variantes dialectales avec la même graphie. Ces efforts finiront par réussir au début du XXe siècle en ajoutant progressivement des « indices » concernant la prononciation dialectale.
En 1908, le grammairien François Vallée et le linguiste Émile Ernault créent l'Entente des écrivains bretons qui proposa une orthographe commune à partir de l'écriture de Léon telle qu'améliorée par Le Gonidec. La majorité des écrivains s'accordent sur une norme (qui sera plus tard appelée KLT en référence aux trois évêchés de Bretagne qu'elle concerne : en breton Kerne, Leon, Treger). L'accord n'ayant pu être conclu avec les écrivains vannetais, la grande majorité de ces derniers continua à transcrire leurs textes avec l'ancienne graphie vannetaise. Les innovations introduites en 1908 consistent en :
- la généralisation de l'usage de y pour la semi-consonne /j/ : ainsi écrit-on désormais Yann au lieu de iann (cf Emgann Kergidu), ya au lieu de ia (certains[Qui ?] auraient désiré que l'on étende cet usage aux pluriels en -ien, iou, ce qui aurait été cohérent)
- l'usage de gw au lieu de gu pour noter la combinaison /gw/, permettant ainsi de la différencier de /gu/ (comparer par exemple gouel « fête » et gwell « meilleur »)
- l'usage de ilh pour le son /ʎ/ (« l mouillé »)
- la transcription des consonnes finales pose un problème particulier en breton, car elles varient selon le contexte phonétique : elles sont durcies en finale absolue (fin ou coupure de la phrase) et adoucies en liaison (ex. : Mad eo (« c'est bien ») se prononce /ma:de/ tandis que Se zo mad (« cela est bien ») se prononce /sezoma:t/ ou /zezoma:t/). Il fut décidé de transcrire les substantifs avec une finale douce et les adjectifs avec une finale dure (ex. mad : le « bien » (contre le mal) ~ mat : l'adjectif « bon », mais les deux se prononcent de la même manière)[4].

Dans les années 1910 à 1930 de nouvelles propositions furent faites afin de rapprocher les orthographes KLT et vannetaises.
En particulier, en 1911, le chanoine Pierre Le Goff, grammairien vannetais, proposa une orthographe de synthèse à François Vallée et Émile Ernault à Saint-Brieuc. La principale innovation en était le digramme zh employé là où les dialectes KLT prononçaient /z/ (ou rien) et où les vannetais prononçaient /h/ ; ainsi Breizh « Bretagne » se prononce-t-il comme Breih en vannetais et Breiz ailleurs. (Le zh correspond normalement à un ancien /θ/)  Cette proposition n'aboutit pas à cause d'un différend sur la transcription c'h du phonème /x/.
La Bodadeg veur Emglew ar Brezhonegerien (Grande assemblée de L'Entente des bretonnants) eut lieu le 28 décembre 1936 à l'Hôtel Terminus de Lorient, à l'initiative de Xavier de Langlais, secrétaire de Emglew ar Brezhonegerien KLTG (Entente des Bretonnants KLTG) et sous le patronage d'Ar Brezhoneg er Skol (Le Breton à l'École) « afin d'apporter des améliorations à l'orthographe unique pour toute la Bretagne »[réf. souhaitée].  
Ces principes seront résumés dans une proposition de Xavier de Langlais en 1936. Ils consistent en l'emploi des graphies suivantes :
- -v pour le son /w/ là où le Goëlo prononce /v/ ou /f/ quand les autres dialectes prononcent généralement /w/ ou un son proche (ex. : piou est désormais écrit piv, brao devient brav, etc.). Cette notation a également pour avantage de mettre en évidence de quel radical dérive un mot (ex. : brav → bravañ alors qu'auparavant brava dérivait de brao). C'est enfin une marque indiquant une prononciation vannetaise différente. (La proposition initiale suggérait d'employer la graphie w là où on utilise désormais -v.)
- le digramme zh proposée en 1911.

Ces propositions furent initialement rejetées par la plupart des écrivains, notamment Roparz Hemon.
En 1938, à Lorient, l'accord échoua une fois encore, cette fois sur de nouvelles innovations proposées par les écrivains vannetais, notamment Auguste Guillevic, Loeiz Herrieu et Xavier de Langlais.

## Les trois orthographes du breton

### Lepeurunvanou orthographe unifiée
En 1941, le régime de Vichy se déclara prêt à tolérer l'enseignement du breton (alors que la langue bretonne était jusque-là sévèrement réprimée dans les écoles) mais « regretta » que cela ne soit pas possible du fait de l'existence de plusieurs orthographes. Dans l'intervalle, il n'était seulement permis d'utiliser le breton que dans les cantons monolingues bretonnants afin de faciliter l'enseignement.[réf. souhaitée]
Le 8 juillet 1941, une commission d'écrivains (Roparz Hemon, Loeiz Herrieu, Frañsez Kervella, l'abbé Perrot, Bourdelles, Uguen, Abeozenn, le chanoine Le Goff, Gwilherm Berthou, Loeiz Ar Floc'h…) se réunit et adopta une orthographe unifiée devant la nécessité de permettre l'enseignement du breton. Après la fin de l'année, l'enseignement facultatif du breton fut autorisé à hauteur d'une heure par semaine en dehors des heures normales de cours. Cette orthographe fut progressivement adoptée de 1941 à 1942, même si elle était loin de faire l'unanimité et était même vivement rejetée par François "Taldir" Jaffrennou et certains des écrivains réunis en juillet 1941.
Cette orthographe est parfois appelée KLTG (par référence à l'unification entre la graphie KLT et le vannetais - Gwenedeg en breton). Elle est également appelée peurunvan « totalement unifiée » ou écriture « zh », le digramme zh ayant été pris comme symbole de l'unification des graphies du vannetais et des autres dialectes.
Au lendemain de la Libération, M. Mayer, doyen de la Faculté de Lettres de Rennes, fit connaître publiquement son refus d'admettre aux examens dont il aurait le contrôle universitaire cette orthographe qu'il qualifia de « scientifiquement condamnable » et d' « improvisée » le 8 juillet 1941 à l'instigation de l'occupant. 
Cette orthographe a été pourtant suivie par plus de la moitié des auteurs de langue bretonne, que ce soient des anciens, comme Loeiz Ar Floch, Youen Olier, Marsel Klerg, Pêr Denez, Abanna, et Goulven Pennaod, ou les plus jeunes de la génération UDB, comme Erwan Evenou ou Yann-Ber Piriou, ou après eux les Kergoat, ou Alan Botrel.
En 1958 est créé Kuzul ar Brezhoneg, une fédération qui regroupe les associations bretonnes militant pour l'orthographe unifiée du breton.

#### Proposition d'évolution des consonnes à la finale (2009)
Une évolution possible du peurunvan, proposée par Jean-Claude Le Ruyet, pourrait être envisagée par la modification des consonnes à la finale, l'un des principaux points de débat sur l'orthographe du breton. Celles-ci seraient écrites toutes sans exception selon la règle de la dérivation avec un suffixe neutre. Ainsi, l'adjectif bras s'écrirait braz en raison des dérivés brazig ou brazez et non pas en fonction des dérivés brasañ, brasoc'h car -añ et -oc'h sont des suffixes durcissants. On retrouve cette règle dans le mot pesked qui s'écrit avec un d non pas en raison du dérivé pesketa (car ce -a est aussi un suffixe durcissant) mais en fonction du dérivé peskedus où -us est un suffixe neutre .

### L'orthographe universitaire (ar skolveurieg)
Après la guerre, certains auteurs[Qui ?] refusèrent d'employer comme écriture l'orthographe peurunvan, au prétexte de l'engagement de certains de ses promoteurs dans la collaboration.
D'autre part, le contexte était nouveau. Dans les années 1950 eut lieu le « miracle breton », le passage d'une agriculture basée sur l'exploitation de petites parcelles à une agriculture quasi-industrielle (mécanisation, fusion des petites exploitations en plus grandes, remembrement, développement des coopératives, etc.). Simultanément se produisit un basculement linguistique : les anciens parlaient breton entre eux mais français à leurs enfants afin de leur épargner les humiliations qu'ils avaient eux-mêmes subies dans leur jeunesse (telles que le symbole) et leur faciliter l'accès à la culture et la technique française, jugée plus avantageuses, par l'adoption d'une langue perçue comme moderne (le français, langue des villes et des bourgeois) à la place d'une langue dévalorisée (le breton, langue décriée depuis un siècle par l'enseignement, une langue de paysans, de pauvres, etc.). Ainsi, il n'est pas rare de voir dans les communes du centre de la Bretagne les gens nés avant 1950 parler breton entre eux mais français à ceux nés après 1950 ou aux étrangers.
Le mouvement associatif Emgleo Breiz de promotion de la langue bretonne proposa, en 1953, une nouvelle orthographe qui devait aider ceux qui voulaient apprendre le breton à en maîtriser la prononciation, en adoptant une orthographe plus proche des conventions françaises. La coupure avec les écritures passées était minimisée par le fait que l'Église avait quasiment abandonné le breton dans l'enseignement depuis quelques décennies[réf. souhaitée]. Le breton écrit n'était plus du tout enseigné, mais la langue transmis oralement.
Emgleo Breiz déclare alors: 

« Nous avons obtenu en 1951 l'enseignement de notre langue. Nous franchissons aujourd'hui une nouvelle étape : nous avons une orthographe « universitaire ». M. Falc’hun, Professeur de Celtique et de phonétique expérimentale à l'université de Rennes, a reçu du Ministre de l'Éducation Nationale, mission de mettre au point une orthographe bretonne. Il en a rassemblé les éléments essentiels et les a soumis, pendant deux ans, aux études des enseignants bretons laïques et libres. Chacun ayant quelques sacrifices à ses conceptions en la matière, la Fondation culturelle bretonne est heureuse de vous présenter les principes de cette orthographe arrêtés par ce comité d'entente des enseignants, des textes d'application et des lexiques et grammaires en orthographe « universitaire », la seule désormais officiellement admise dans les manuels scolaires et aux examens. Que leur dévouement et leur discipline vous servent d'exemples dans les étapes que nous avons encore à franchir pour la conservation et le développement d'une langue qui est notre patrimoine exclusif. Nous les franchirons, assurés que nous sommes du concours de l'ardente jeunesse des Cercles Celtiques, Bagadoù, chorales, etc groupés autour de Kendalc’h. La Fondation culturelle bretonne »

Cette orthographe, créée par le chanoine François Falc'hun, est appelée « écriture universitaire » (en breton skolveurieg) parce qu'elle fut adoptée par l'administration dans les universités. Elle fut également appelée « écriture de Brest » car à la suite de nombreux écrivains, cette écriture faisait la part belle au léonard, qui était depuis longtemps le standard véhiculaire dans le domaine KLT. Aussi, une deuxième orthographe universitaire créée pour le vannetais. Certains principes font d'ailleurs que les deux se rejoignent.
Ses traits caractéristiques par rapport au peurunvan sont les suivantes :
- le remplacement de la graphie c'h par h dans tous les cas où la prononciation majoritaire est /h/ ;
- la généralisation de la forme douce des consonnes finales des mots pour les adjectifs, les prépositions et les formes verbales (ex. Mad eo et N'eo ket mat) ;
- la restitution de la graphie traditionnelle au lieu du v peurunvan prononcé /w/, soit par exemple brao et liou au lieu de brav et liv ;
- la simplification en -m des -mp de la première personne du pluriel ;
- le marquage facultatif de la nasalisation des infinitifs (prononciation du Trégor et Vannetais) et des superlatifs (Trégor et Cornouaille) ;
- l'écriture des anciennes diphtongues ao et ae en ô et ê ;
- la notation des mutations du /s/ en /z/ ;
- la notation possible des mutations du /ʃ/ écrit ch en /ʒ/ écrit j, et du /f/ écrit f en /v/ écrit ’f
- de rares retouches aux orthographes de mots particuliers : ema au lieu de emañ, oll au lieu de holl, etc.

Cette orthographe s'est vu reprocher certains inconvénients :
- Elle ne s'applique qu'à une partie du domaine du breton et laisse de côté le breton vannetais (même si un système spécial pour le vannerais est adopté, mais le laisse de côté dans les faits) ;
- Sur le papier, elle n'a pas la prétention d'être unique pour tout le domaine bretonnant ou même pour le KLT ; cependant ses usagers souvent s'alignèrent sur sa version léonarde : restitution de « z léonard » lors de réédition d'ouvrages en trégorrois (Bilzig)… On a même vu transcrire des contes vannetais selon la graphie léonarde ![réf. souhaitée]
- Elle ne fait pas de distinction entre « h » muet et « h » prononcé partout (écrit c'h en peurunvan : ex. bihan (h muet) ~ nehi (h prononcé), morhed (h prononcé) ~ morhoh (h muet) ;
- Elle confond dans la graphie ill le /ʎ/ l mouillé et le /l/ après i bref : ex. pillig (i bref + l) ~ pillou (l mouillé) ;
- L'écriture d'une finale douce pour les adjectifs et le manque de notation du « zh » ne font que renforcer le problème du « z léonard » ;
- le fait de ne pas écrire de la nasalisation des infinitifs ne permet pas de distinguer les deux classes de verbes du breton ;
- l'écriture des -mp de la première personne du pluriel en -m et des c'h en h n'est plus phonétiquement appropriée dès qu'on s'éloigne trop du Léon, et entraînent des erreurs dans la prononciation.

L'orthographe universitaire ne sera utilisée que par la tendance régionaliste du Mouvement breton, qui regroupera des personnalités proches du Mouvement républicain populaire ou du gaullisme, des laïcs chrétiens catholiques pratiquants engagés ou non dans l'Église, des ecclésiastiques et religieux du diocèse de Quimper et Léon avec des membres, sympathisants ou « compagnons de route » du Parti communiste français ou de ses organisations satellites. Ses détracteurs surnommèrent cette orthographe ar falc'huneg, du nom de son créateur.

### L'écriture interdialectale (etrerannyezhel)
À la fin des années 1960, afin de faire le pont entre l'écriture unifiée et l'écriture universitaire, des tenants des deux systèmes (ainsi que des personnes insatisfaites par l'un et par l'autre, dont Léon Fleuriot) se réunirent à plusieurs reprises pour tenter de trouver un compromis. Les bases d'une orthographe « étymologique » ou « interdialectale » furent établies au cours de ces réunions. 
Cependant le projet n'aboutit pas. Certains[Qui ?] refusaient le zh (retenu par le nouveau système) à cause de son symbolisme nationaliste (voire « nazi »). Quant à Per Denez, il ne voulait simplement rien changer au peurunvan. 
En 1975, cependant, à la demande de l'Union démocratique bretonne (UDB) et pour publier sa méthode Assimil en breton, Fañch Morvannou proposa une nouvelle orthographe en partant de ces bases. 

« Pendant 5 ans, des membres de la plupart des écoles orthographiques du breton se sont réunis pour confronter les points de vue et proposer des solutions. Il en est résulté une somme de travaux. Ces travaux, les solutions proposées permettent, sans aucun doute, de faire une avancée en direction de l'unification de la langue bretonne écrite. La graphie dont il est fait usage dans cet ouvrage constitue la mise en application des solutions proposées lors des réunions de la commission. »

— Fañch Morvannou, Le Breton sans peine, Tome 1, Assimil, Chennevières sur Marne, 1979, p. XV.
L'orthographe interdialectale (en breton etrerannyezhel) a, pour ses défenseurs, les avantages suivants :
- elle tient davantage compte de l'étymologie des mots, qu'ils soient d'origine celtique ou latine : elle se veut ainsi scientifique ;
- elle rapproche orthographiquement le breton de ses langues sœurs (gallois et cornique) ;
- elle est proche également de l'orthographe du breton avant Jean-François Le Gonidec ;
- elle peut éviter certaines erreurs de prononciation ;
- elle tâche de mieux respecter les différences dialectales : elle se veut ainsi égalitaire.

Certains[Qui ?] trouvent que c'est « au prix de lourdeurs et de complications certaines »[non neutre].
Elle reprend dans l'ensemble les principes du peurunvan en leur apportant certaines modifications :
- les consonnes finales des mots sont en général notées par la consonne douce comme en universitaire ;
- le zh est utilisé pour noter le /θ/ étymologique, correspondant à un th gallois (ce qui en était l'idée originale) sauf quand il est en initiale ou dans les mots composés : une dizaine de mots peurunvan en zh (diwezhat, ezhomm, kouezhañ, lazhañ, Roazhon…) s'écrivent avec un z simple en interdialectal (diwezad, ezomm, kouezañ, lazañ, Roazon…) alors qu'ils étaient écrits avec un h en vannetais : ces z ne proviennent pas d'un /θ/ mais d'un /ð/ (dd gallois) et ne se prononcent d'ailleurs pas en Cornouaille et en Trégor, mais le zh ne se prononce pas toujours en Cornouaille non plus (ex. c'hoazh, brizhili…) ;
- le /z/ reste écrit z quand il provient d'un ancien /ð/ : ruz, druz, goz, newez, dimeziñ, etc., mais s'écrit s quand il provient d'un ancien /s/ : izel « bas » devient ainsi isel comme le gallois isel et l'irlandais iseal, azen « âne » devient asenn comme le latin asinus, noz « nuit » devient nos comme en gallois, en moyen-breton et en cornique ; ce qui se prononce constamment et partout /s/ s'écrit par contre ss : paseal « passer » devient passeal, dous « doux » devient douss. Exemple global : le peurunvan azezet on war ar plouz dous devient en interdialectal : asezet on war ar plous douss, le z de asezet étant généralement muet hors du Léon, différence invisible dans l'orthographe peurunvan azezet ;
- certains v du peurunvan s'écrivent w : liv (liou ou liù en universitaire) « couleur » devient liw semblable au gallois lliw, glav (glao ou glaù en universitaire) « pluie » devient glaw comme en gallois ;
- quelques mots isolés sont modifiés.

Cette orthographe a rencontré un certain succès à ses tout débuts. Skol Vreizh était la seule maison d'édition à accepter de publier en interdialectal.
L'interdialectal est utilisé notamment par :
- Fañch Morvannou (ancienne méthode de breton Assimil),
- Francis Favereau, pour la version complète de son dictionnaire, mais ses romans ont été par la suite  publiés en écriture unifiée.
- Iwan Tangi, pour son roman Donaw,
- Jean-Yves Plourin, dans tous ses livres,
- Jean Marot, dans son dictionnaire de mathématiques.
- Jean-Claude Le Ruyet, nombreuses poésies.
- Armel an Héjer, nombreuses chansons et poésies.

#### Nouvelle version (2003)
Une version, qui se veut plus scientifique, de cette orthographe a été proposée en 2003 par Albert Deshayes dans son Dictionnaire étymologique du breton car elle se voulait plus fondée sur l'étymologie. Elle corrige quelques points :
- le /z/ issu d'un ancien /s/ est systématiquement écrit s (dans quelques mots, Fañch Morvannou avait conservé z) : amzer « temps » devient ainsi amser comme en gallois. Il en résulte de nouvelles confusions : harsañ avec /z/ et farsal avec /s/, falzer avec /z/ et falser avec /s/ de Morvannou confondus en falser ;
- suppression des zh non étymologiques, même si prononcés /h/ en vannetais ; ainsi, le kerhet vannetais est transcrit kerzed (le groupe -rz- indiquant déjà la variation). Les autres rz restent toutefois rz (comme peurzorn) et doivent être prononcés /rz/ en breton vannetais.
- l'emploi de consonnes finales douces ou dures est systématisé selon l'étymologie, toujours réfléchie dans la voyelle précédente (longue ou brève); l'usage des douces s'étend au participe passé et au mot ked (que Falc'hun avait choisi de laisser dures).
- l'orthographe de plusieurs mots est modifiée dans un sens plus étymologique : ovn au lieu de aon (« peur »), ew au lieu de eo (forme du verbe « être »). Généralement, il y a une conséquence positive sur la qualité interdialectale de l'orthographe, yein au lieu de yen (froid), laesenn, de l'ancien français lei (« loi »), au lieu de lezenn ;
- la diphtongue aou et sa version accentuée où sont écrites ow (comme en cornique) : owr à la place de aour « or », low au lieu de laou « poux », pilhow au lieu de pilhoù « chiffons » et pilhowaer au lieu de pilhaouaer « chiffonnier ». Dans quelques cas, la relation entre mots dérivés devient plus claire : park > parkow > parkowier au lieu de park > parkoù > parkaouier/parkeier. On peut, cependant, objecter que cette notation masque le fait que ce phonème  se prononce /u/ en position inaccentuée[pas clair][précision nécessaire]. De plus, cette notation nuit à l'intégrité du système puisque le « w » sert, en etrerannyezhel, à noter ce qui se prononce tantôt /w/, tantôt /v/, comme dans gwenn, qui muté, se prononce  généralement[évasif] /vɛn/ comme dans un nor wenn (/œ̃n nɔ:ʁ vɛn/).[Information douteuse]. Or, par exemple, personne ne prononce laou */lov/[Information douteuse].

#### Nouvelles évolutions possibles (2013)
Dans son ouvrage Histoire de la langue bretonne, Évolution de la graphie paru en 2013, Albert Deshayes poursuit ses reflexions et propose encore d'autres améliorations, les plus remarquables étant :
- L'abandon du z et du zh qui divise les tenants du peurunvan et du skolveurieg :  « Je propose un retour au th du vieux-breton que l'on peut, suivant son dialecte, prononcer dur ou doux, d'adopter le dh à l'instar du cornique (le gallois use de dd) pour rendre le d du vieux-breton devenu spirant à la place du z, graphème emprunté au français en moyen-breton, mais je le garderai dans les mots empruntés au français.»[10]

Ainsi le mot barzh devient bardh, tarzh → tardh, mezeg → medheg, etc. ; evezh devient eweth, he zi devient he thi, etc.
- Remplacement des l étymologiques évolués en o par w. Par exemple le mot aod devient awd.
- Remplacement des b étymologiques évolués en o par v, et restent prononcés [w]. Par exemple le mot taol (table, qui vient du latin tabula) devient tavl, prononcé [tawl].
- Sur le même principe, le m de l'ancien groupe -mn- devient -v-, prononcé [w]. Par exemple, daoniñ venant du latin damnum devient davniñ.
- La spirante vélaire c'h devant -w- redevient h, conformément à la prononciation ultra-majoritaire qui est /-hw-/ et non-pas /-χw-/ [11]. Par exemple, alc'hwez redevient alhwez (et donc alhwedh selon les nouvelles propositions), justifiant de ce fait à la fois la prononciation [χw] due à l'aspiration du h, mais aussi la prononciation littorale cornouaillaise  en [ɸ] / [f].

Globalement, on note que ce système n'invente pas de nouveaux signes, mais revient au contraire sur les anciens graphèmes étymologiques du breton et a du sens quant à la formation d'un même mot pour la lisibilité et la prononciation interdialectale avec le vannetais ; il ouvre les portes à un retour possible aux sons originels du breton ([θ] et [ð]) de par les graphèmes th et dh pour contrer la perte de l'accent au profit du français, tout en conciliant parfaitement les prononciations dialectales actuelles. À ce propos, il est intéressant de noter que Le Roux relevait en 1927 que le son [ð] y était encore en usage très régulier en vannetais, dans un triangle géographique formé par Cléguérec, Pluvigner et Saint-Allouestre, et en usage ponctuel à Sein et Belle-île.
Il est également possible de noter une amélioration possible de la prononciation chez les apprenants, grâce à l'effet Buben. Cette orthographe, tout comme la version de 2003, aide à se représenter la gamme de sons qui composaient la langue bretonne du siècle dernier, telle que répertoriée par les divers travaux de collectages rendant compte de la phonétique (Atlas linguistique de basse-Bretagne de Pierre Le Roux, Dictionnaire du breton contemporain bilingue de Francis Favereau, etc.), ainsi que les perméabilités entre eux ; elle permet de mettre en lumière les gammes de sons propres aux langues brittoniques, si l'on considère les gammes actuelles du gallois par comparaison de mots. Elle participe ainsi au ré-enrichissement des sonorités bretonnes, qui tendent à s'appauvrir grandement au profit d'une standardisation de prononciation calquée sur le français lors de la lecture, ainsi que la prédominance de la prononciation léonarde dans certains milieux sociaux (université, stages d'apprentissage intensifs, etc.) où l'effet Buben tend plutôt à desservir la richesse tonale du breton.

### Comparaison des orthographes
| Unifiée Peurunvan (1941) | Universitaire Skolveurieg (1956) | Interdialectale etrerannyezhel | Interdialectale etrerannyezhel | Interdialectale etrerannyezhel | Traduction en français   |
| Unifiée Peurunvan (1941) | Universitaire Skolveurieg (1956) | (1975)                         | (2003)                         | (2013)                         | Traduction en français   |
| ------------------------ | -------------------------------- | ------------------------------ | ------------------------------ | ------------------------------ | ------------------------ |
| glav                     | glao                             | glaw                           | glaw                           | glaw                           | pluie                    |
| piv                      | piou                             | piw                            | piw                            | piw                            | qui                      |
| levr                     | leor                             | levr                           | levr                           | levr                           | livre                    |
| evit                     | evid                             | ewid                           | ewid                           | ewid                           | pour                     |
| gant                     | gand                             | gant                           | gant                           | gant                           | avec                     |
| anezhi                   | anezi                            | anezhi                         | anezi                          | anedhi                         | elle                     |
| ouzhpenn                 | ouspenn                          | ouzhpenn                       | ouzhpenn                       | outhpenn                       | de plus                  |
| bravañ                   | brava                            | brawañ                         | bravañ                         | bravañv                        | Superlatif de brav, joli |
| pelec’h                  | peleh                            | pelec’h                        | pelec’h                        | pelec’h                        | où                       |

## Polémique sur l'orthographe unifiée du breton
Régulièrement, des polémiques éclatent sur le choix de l'orthographe, confondant orthographe, langue, et politique, bien que bretonnants de naissance et néo-bretonnants existent dans chaque sensibilité.
Il existe deux sortes de polémiques : celles qui divisent les bretonnants entre eux, en raison de leurs choix linguistiques, et qui existent dans toute communauté linguistique (y compris en francophonie) et celles qui sont provoquées ou exacerbées par les opposants au breton.

### Une langue, deux camps, trois orthographes
Dans l'immédiat après-guerre, un clivage se fait dans le choix de l'orthographe :
- Une frange (dite nationaliste par ses opposants) conserve l'orthographe peurunvan, dans la ligne fixée par Gwalarn, notamment la revue Al Liamm et les cours par correspondance de Skol Ober, dont le but est de développer un breton unifié, une langue de création, de littérature et d'enseignement ;

- Les autres bretonnants (dits régionalistes par leurs opposants), regroupant à la fois les deux sensibilités communiste et confessionnelle, utilisant la graphie dite universitaire, dont le but était plutôt de conserver le breton traditionnel dans une société où les perspectives d'ouverture à l'enseignement du breton n'existaient pas, même si beaucoup crurent, à tort, que la loi Deixonne de 1951 allait permettre son développement. S'ils détinrent surtout le peu d'émissions de radio et de télévision octroyées au breton (avec Charlez ar Gall puis Fañch Broudig), ils n'en tirèrent que bien peu d'avantage orthographique  pour leurs éditions Emgleo Breiz et leur revue Brud Nevez.

- En 1975, afin de dépasser ce clivage, fut créé l'orthographe interdialectale (etrerannyezhel). Mais, chacun campant sur ses positions (orthographe unifiée contre orthographe universitaire), la tentative d'unification fut un échec. La revue Planedenn, éditée dans cette orthographe, fut bien éphémère, et les éditions Skol Vreizh qui devaient la soutenir finirent progressivement par s'ouvrir au peurunvan[13].

Le changement politique de 1981, permettant la création de la licence de breton, puis du CAPES et du DEUG, favorisa l'enseignement du breton et la formation donnée à l'Université de Haute Bretagne à Rennes, où le peurunvan est la seule orthographe universitaire.
Les changements sociologiques ont affaibli l'autre tendance, et l'Université de Bretagne occidentale à Brest s'ouvre elle aussi aux différences.
La plupart des bretonnants des deux tendances ont toujours pratiqué l'ouverture.

### Situation actuelle
La situation s'est clarifiée depuis la fin des années 1980.
- Le développement des écoles Diwan depuis 1976 a largement favorisé l'orthographe unifiée peurunvan déjà majoritaire, qui est devenue d'usage généralisée dans l’enseignement, la vie publique et l’édition. Toutes les nouvelles associations ou nouveaux magazines créés depuis (Bremañ (1980), Ya! (2005)) en ont fait autant, y compris bien sûr les éditions pour la jeunesse, des livres ou les revues pour enfants publiés par An Here ou Keit Vimp Bev ou encore Ti embann ar skolioù. Elle est en outre utilisée par la quasi-totalité des enseignants de classes bilingues, publiques ou catholiques, par les enseignants de l'Université de Haute Bretagne (Rennes II) et par certains enseignants de l'Université de Bretagne occidentale (UBO) de Brest.
- De l'autre côté, l'orthographe universitaire skolveurieg était utilisée par Emgleo Breiz et ses éditions jusqu'à sa disparition en 2015.
- L’écriture interdialectale  etrerannyezhel, vantée par ses promoteurs pour ses qualités pédagogiques[réf. nécessaire], n’est plus utilisée dans l’enseignement que de façon anecdotique. Elle est cependant en usage à l'Université de Bretagne occidentale (UBO) de Brest et est reconnue par l'École Doctorale de l'Université de Haute Bretagne (Rennes II) comme écriture codifiée et standardisée pour l'obtention des diplômes. Des ouvrages sont édités dans cette écriture par la maison d’édition Skol Vreizh. Chaque année, un stage de breton est organisé par l’association Ar Falz où l’écriture interdialectale est largement représentée. L’association vannetaise Tremenvoe et les travaux de Skolius utilisent également l’interdialectal comme écriture de référence.

La situation n'est pas exactement celle de 1975, et les rivalités se sont beaucoup apaisées. Les vieux arguments ne sont plus guère ressortis que par les souverainistes pour s'opposer au breton en général. On voit même certains écrivains, comme Goulc'han Kervella ou le prolifique Mikael Madeg publier leurs textes dans les deux principales orthographes.
La Skrivadeg (dictée en langue bretonne) est un concours annuel de dictée de 4 à 84 ans et a, par exemple, rassemblé 400 participants en mars 2006 ; elle utilise l’orthographe peurunvan.

## Ordre alphabétique
L’algorithme de tri est (comme en français) multi-niveau, conformément à la spécification des algorithmes d’ordonnancement normalisés UCA (d’Unicode) :
1. Dans un premier temps, les différences de casse et d’accents sont ignorées, de même que, pour certains types de tri, tous les séparateurs de mots et la ponctuation. L’alphabet breton utilise des digrammes et trigrammes pour noter certaines lettres. Il y a des lettres latines qui ne sont pas utilisées en breton mais qui peuvent apparaître dans des mots empruntés (notamment, des noms propres et toponymes non traduits, le plus souvent empruntés au français) : on classe alors ces mots, qui contiennent les lettres c, q, x après ceux contenant les autres lettres ; cependant certains dictionnaires peuvent classer ces trois lettres latines non bretonnes c, q, x respectivement entre c’h et d, entre p et r, et entre w et y.
2. Comme en français, les différences secondaires (d’accents principalement) seront généralement triées en comparant d’abord les derniers caractères des textes ou mots à classer, non les premières.
3. Enfin les séparateurs de mots, la ponctuation, les symboles et les différences de casse et sont considérés dans le sens de lecture normal.

L’orthographe bretonne utilise l’ensemble des lettres de base de l’alphabet breton (sur fond vert ci-dessous) et leurs variantes (sur fond blanc) et les séparateurs orthographiques (en jaune, dont l’espace ; les autres symboles de ponctuation sont traités comme l’espace) ; les symboles mathématiques et monétaires (sur fond orange) sont classés avant les chiffres. Les nombres sont écrits avec les chiffres décimaux arabo-européens (sur fond bleu).
La table ci-dessous (conforme à la table d’ordonnancement par défaut d’Unicode, seulement adaptée pour l’alphabet de base breton et les cas particuliers des lettres c, q et x) ne liste dans l’alphabet étendu que les lettres supplémentaires empruntées au français ; elles apparaissent sur fond rouge : d’autres caractères spécifiques peuvent être aussi employés tels que des ligatures purement typographiques non différenciées sur le plan alphabétique et orthographique, différents symboles techniques, des signes de ponctuation supplémentaires, et des lettres empruntées à d’autres langues que le français. Les caractères ignorés durant les premiers niveaux de tri (ou traités pour ce niveau comme s’ils étaient d’autres caractères indiqués en italique et traités pour cette phase comme ces caractères séparés) sont marqués d’un fond gris pour ces phases.
| Tri primaire   |  |   |   |   |   |   |   | - | – | — | , | ; | : | ! | ? | . | …     | … | ’ | ’ | ’ | " | " | " | ) | [ | ] | { | } | § | ¶ |
| Tri secondaire |  |   |   |   |   |   |   | - | – | — | , | ; | : | ! | ? | . | …     | … | ’ | ’ | ’ | " | " | " | ) | [ | ] | { | } | § | ¶ |
| Tri tertiaire  |  | _ | ´ | ` | ˆ | ˜ | ¨ | - | – | — | , | ; | : | ! | ? | . | . . . | … | ' | ‘ | ’ | " | « | » | ) | [ | ] | { | } | § | ¶ |

Suite de la table :
| Tri primaire   | @ | * | / | \ | & | # | % | ° | + | ± | ÷ | × | < | = | > | \| | $ | £ | € | 0 | 1 | 2 | 3 | 4 | 5 | 6 | 7 | 8 | 9 |
| Tri secondaire | @ | * | / | \ | & | # | % | ° | + | ± | ÷ | × | < | = | > | \| | $ | £ | € | 0 | 1 | 2 | 3 | 4 | 5 | 6 | 7 | 8 | 9 |
| Tri tertiaire  | @ | * | / | \ | & | # | % | ° | + | ± | ÷ | × | < | = | > | \| | $ | £ | € | 0 | 1 | 2 | 3 | 4 | 5 | 6 | 7 | 8 | 9 |

Suite de la table :
| Tri primaire   | a | a | a | a | a | a | a e | a e | b | b | ch | ch | ch | c’h | c’h | c’h | c | c | c | c | d | d | e | e | e | e | e | e | e | e | e | e |
| Tri secondaire | a | a | à | à | â | â | æ   | æ   | b | b | ch | ch | ch | c’h | c’h | c’h | c | c | ç | ç | d | d | e | e | é | é | è | è | ê | ê | ë | ë |
| Tri tertiaire  | a | A | à | À | â | Â | æ   | Æ   | b | B | ch | Ch | CH | c’h | C’h | C’H | c | C | ç | Ç | d | D | e | E | é | É | è | È | ê | Ê | ë | Ë |

Suite de la table :
| Tri primaire   | f | f | g | g | h | h | i | i | i | i | i | i | j | j | k | k | l | l | m | m | n | n | n | n | o | o | o | o | o e | o e | p | p | r | r | s | s | t | t |
| Tri secondaire | f | f | g | g | h | h | i | i | î | î | ï | ï | j | j | k | k | l | l | m | m | n | n | ñ | ñ | o | o | ô | ô | œ   | œ   | p | p | r | r | s | s | t | t |
| Tri tertiaire  | f | F | g | G | h | H | i | I | î | Î | ï | Ï | j | J | k | K | l | L | m | M | n | N | ñ | Ñ | o | O | ô | Ô | œ   | Œ   | p | P | r | R | s | S | t | T |

Suite de la table :
| Tri primaire   | u | u | u | u | u | u | u | u | v | v | w | w | y | y | y | y | z | z | q | q | x | x |
| Tri secondaire | u | u | ù | ù | û | û | ü | ü | v | v | w | w | y | y | ÿ | ÿ | z | z | q | q | x | x |
| Tri tertiaire  | u | U | ù | Ù | û | Û | ü | Ü | v | V | v | W | y | Y | ÿ | Ÿ | z | Z | q | Q | x | X |